# صدا: آینده الان است
صدا: آینده الان است (انگلیسی: Voice: The Future Is Now) اولین آلبوم استودیویی گروه پسرانۀ اهل کره جنوبی ویکتون است. این آلبوم ابتدا برای انتشار در ۱ دسامبر ۲۰۲۰ برنامه‌ریزی شده بود، اما در ۱۱ ژانویه ۲۰۲۱ توسط پلی ام منتشر شد.